# NGC 2263
NGC 2263 é uma galáxia espiral barrada (SBab) localizada na direcção da constelação de Canis Major. Possui uma declinação de -24° 50' 55" e uma ascensão recta de 6 horas, 38 minutos e 28,8 segundos.
A galáxia NGC 2263 foi descoberta em 20 de Janeiro de 1835 por John Herschel.